# 29770 Timmpiper
A 29770 Timmpiper (ideiglenes jelöléssel (29770) 1999 CT28) a Naprendszer kisbolygóövében található aszteroida. A LINEAR projekt keretében fedezték fel 1999. február 10-én.